# Bruno Spengler
Bruno Spengler (Schiltigheim, Franciaország, 1983. augusztus 23. –) francia születésű, kanadai autóversenyző.

## Pályafutása

### Formula–3 Euroseries
A 2003-as Formula–3 Euroseries szezonban csatlakozott a hetedik versenytől az ART Grand Prix (ASM F3) alakulatához és három dobogót is szerzett. 2004-re teljes idényre írt alá a Mücke Motorsport-hoz, de csupán egy harmadik pozíciója volt a legjobb, amelyet a Magny-Cours-ban szerzett.

### DTM
2005-ben debütált  a Német túraautó-bajnokságban (DTM) a Mercedesszel. Első évében mindössze 5 pontot szerzett és a 16. helyen zárta az összetett értékelést. A 2006-os szezonban négy futamgyőzelmet is szerzett és végül 8. ponttal maradt alul a bajnok Bernd Schneider mögött. 2007-ben újfent ezüstérmes lett a bajnoki értékelésben, ezúttal a svéd Mattias Ekström lett az 1., mindössze három pontos előnnyel. 2010-ben végzett ismét összetett dobogós helyen, ekkor a 3. lett úgy, hogy mindössze három versenyen nem zárt a pódiumon, majd 2011-ben megismételte a tavalyi eredményét. 2012-ben a sorozatba visszatérő BMW gárdájához szerződött, azon belül a Schnitzer Motorsport-hoz. Ebben az idényben rögtön ő zárt a tabella élén és lett a széria történetének első kanadai bajnoka 149 egységgel. Ezt a sikerét követően még 6 éven keresztül szolgálta a gyártót, majd 2019 decemberében bejelentették, hogy 15 év után kiszáll a sorozatból.

### Formula–E
A 2018–19-es Formula–E évad előtti teszteken Beitske Visser mellett az Andretti Autosport egyik autóját vitte pályára.

### Sportautózás
2020-tól továbbra is a német márkánál szerepelt, de már az amerikai WeatherTech SportCar bajnokságban a GTLM kategóriájában. Road Atlantában Connor De Phillippi csapattársaként kategóriagyőzelmet szerzett. Csoportjukban az év végi összesítésben a 4. helyet érték el 313 gyűjtött ponttal. 2021-ben a BMW csak részidős programot teljesített és csupán négy hétvégén álltak rajthoz, de így is kettő dobogós helyezést gyűjtöttek. A rá következő kiírásra megszűnt a GT Le Mans osztály, a BMW pedig az új M4 GT3-as kódjelű autóval szerepelt a GT Daytona csapatai között.
2020-ban életében először indult a Le Mans-i 24 óráson a ByKolles-nél, de 97 kör után kiálltak karosszériahiba miatt.
A 2023-as Daytonai 24 óráson a Turner Motorsport BMW M4 GT3-asával indult Bill Auberlen, John Edwards és Chandler Hull társaként. 635 kör megtétele után, szervokormány problémák miatt fel kellett adniuk a viadalt. Ezenkívül teljes évet futott az olasz GT-bajnokságban a BMW egyik olasz csapatával, a Ceccato Racing színeiben a német Jens Klingmann társaként. Az évadzáró imolai fordulón másodikak lettek, amivel bebiztosították a GT "Sprint" bajnoki címét, 98 ponttal. Az évben továbbá részmunkaidőben ott volt a japán Super GT néhány fordulójában a BMW Team Studie x CRS csapatával a GT300-asok között.
2024. december 11-én hivatalosan megerősítésre kerül, hogy Spengler 13 év után távozik a BMW gyári versenyzői közül.

### Elektromos TCR-bajnokság
2022 áprilisában kiderült, hogy a világbajnoki státuszt kapó elektromostúraautó-világkupán indul a gyári Alfa Romeóval. Az olasz Vallelungában rendezett fordulón a döntő szakaszban egy technikai hiba miatt balesetezett, melyben kisebb hátsérülést szenvedett. Ezután a Romeo Ferraris a pontos kivizsgálás miatt és elővigyázatosságból visszaléptette az autót a hétvége további küzdelmeitől.

## Eredményei

### Teljes Formula–3 Euroseries eredménysorozata
(Táblázat értelmezése)

(Félkövér: pole-pozícióból indult; dőlt: leggyorsabb kört futott) 

| Év   | Csapat           | Motor    | 1       | 2        | 3        | 4        | 5       | 6        | 7         | 8        | 9        | 10      | 11       | 12      | 13      | 14      | 15       | 16       | 17       | 18      | 19        | 20       | Helyezés | Pont |
| ---- | ---------------- | -------- | ------- | -------- | -------- | -------- | ------- | -------- | --------- | -------- | -------- | ------- | -------- | ------- | ------- | ------- | -------- | -------- | -------- | ------- | --------- | -------- | -------- | ---- |
| 2003 | ASM F3           | Mercedes | HOC 1   | HOC 2    | ADR 1    | ADR 2    | PAU 1   | PAU 2    | NOR 1 19† | NOR 2 Ki | LMS 1 11 | LMS 2 3 | NÜR 1 16 | NÜR 2 4 | A1R 1 3 | A1R 2 7 | ZAN 1 2  | ZAN 2 Ki | HOC 3 6  | HOC 4 5 | MAG 1 Ki  | MAG 2 21 | 10.      | 34   |
| 2004 | Mücke Motorsport | Mercedes | HOC 1 7 | HOC 2 Ki | EST 1 10 | EST 2 10 | ADR 1 7 | ADR 1 20 | PAU 1 6   | PAU 2 Ki | NOR 1 8  | NOR 1 6 | MAG 1 5  | MAG 2 3 | NÜR 1 9 | NÜR 2 7 | ZAN 1 13 | ZAN 2 11 | BRN 1 11 | BRN 2 5 | HOC 1 21† | HOC 2 9  | 11.      | 27   |

† A versenyt nem fejezte be, de helyezését értékelték, mert a versenytáv több, mint 75%-át teljesítette.

### Teljes DTM eredménylistája
(Táblázat értelmezése)

(Félkövér: pole-pozícióból indult; dőlt: leggyorsabb kört futott) 

| Év   | Csapat             | 1        | 2        | 3        | 4        | 5        | 6         | 7       | 8        | 9        | 10       | 11       | 12       | 13       | 14       | 15        | 16       | 17        | 18       | 19      | 20      | Helyezés | Pont |
| ---- | ------------------ | -------- | -------- | -------- | -------- | -------- | --------- | ------- | -------- | -------- | -------- | -------- | -------- | -------- | -------- | --------- | -------- | --------- | -------- | ------- | ------- | -------- | ---- |
| 2005 | Persson Motorsport | HOC1 12  | LAU1 15  | SPA Ki   | BRN 11   | OSC 16   | NOR 13    | NÜR 15  | ZAN 9    | LAU2 6   | IST 8    | HOC2 8   |          |          |          |           |          |           |          |         |         | 16.      | 5    |
| 2006 | HWA Team           | HOC1 9   | LAU 5    | OSC 2    | BRH 7    | NOR 1    | NÜR 1     | ZAN 4   | CAT 5    | BUG 1    | HOC2 1   |          |          |          |          |           |          |           |          |         |         | 2.       | 63   |
| 2007 | HWA Team           | HOC1 14  | OSC Ki   | LAU 3    | BRH 5    | NOR 1    | MUG 4     | ZAN 5   | NÜR 2    | CAT 2    | HOC2 4   |          |          |          |          |           |          |           |          |         |         | 2.       | 47   |
| 2008 | HWA Team           | HOC1 4   | OSC 3    | MUG 9    | LAU 6    | NOR 2    | ZAN 5     | NÜR 7   | BRH 6    | CAT Ki   | BUG 7    | HOC2 4   |          |          |          |           |          |           |          |         |         | 5.       | 38   |
| 2009 | HWA Team           | HOC1 Ki  | LAU 2    | NOR 2    | ZAN 5    | OSC 6    | NÜR 6     | BRH 6   | CAT 5    | DIJ 3    | HOC2 7   |          |          |          |          |           |          |           |          |         |         | 4.       | 41   |
| 2010 | HWA Team           | HOC1 2   | VAL 2    | LAU 1    | NOR 3    | NÜR 1    | ZAN 7     | BRH 2   | OSC 2    | HOC2 Ki  | ADR 3    | SHA 13   |          |          |          |           |          |           |          |         |         | 3.       | 66   |
| 2011 | HWA Team           | HOC1 1   | ZAN 2    | SPL 4    | LAU 3    | NOR 1    | NÜR 2     | BRH 7   | OSC 13†  | VAL 7    | HOC2 9   |          |          |          |          |           |          |           |          |         |         | 3.       | 51   |
| 2012 | BMW Team Schnitzer | HOC1 Ki  | LAU 1    | BRH 2    | SPL Ki   | NOR 3    | NÜR 1     | ZAN 6   | OSC 1    | VAL 6    | HOC2 1   |          |          |          |          |           |          |           |          |         |         | 1.       | 149  |
| 2013 | BMW Team Schnitzer | HOC1 5   | BRH 2    | SPL 1    | LAU 7    | NOR 6    | MOS 19    | NÜR 14  | OSC 21†  | ZAN 20   | HOC2 3   |          |          |          |          |           |          |           |          |         |         | 3.       | 82   |
| 2014 | BMW Team Schnitzer | HOC 6    | OSC 12   | HUN 3    | NOR 11   | MOS 2    | SPL 10    | NÜR 12  | LAU 15   | ZAN 16   | HOC 12   |          |          |          |          |           |          |           |          |         |         | 11.      | 42   |
| 2015 | BMW Team MTEK      | HOC 1 11 | HOC 2 9  | LAU 1 11 | LAU 2 19 | NOR 1 5  | NOR 2 3   | ZAN 1 5 | ZAN 2 3  | SPL 1 15 | SPL 2 15 | MSC 1 3  | MSC 2    | OSC 1 2  | OSC 2 10 | NÜR 1 19† | NÜR 2 3  | HOC 1 19† | HOC 2 8  |         |         | 5.       | 123  |
| 2016 | BMW Team MTEK      | HOC 1 6  | HOC 2 Ki | SPL 1 13 | SPL 2 9  | LAU 1 11 | LAU 2 9   | NOR 1 5 | NOR 2 7  | ZAN 1 13 | ZAN 2 14 | MSC 1 15 | MSC 2 3  | NÜR 1 18 | NÜR 2 6  | HUN 1 14  | HUN 2 12 | HOC 1 14  | HOC 2 12 |         |         | 15.      | 51   |
| 2017 | BMW Team RBM       | HOC 1 12 | HOC 2 9  | LAU 1 14 | LAU 2 16 | HUN 1 3  | HUN 2 14  | NOR 1   | NOR 2 12 | MSC 1 12 | MSC 2 3  | ZAN 1 14 | ZAN 2 10 | NÜR 1 13 | NÜR 2 4  | SPL 1 12  | SPL 2 16 | HOC 1 10  | HOC 2 14 |         |         | 13.      | 75   |
| 2018 | BMW Team RBM       | HOC 1 6  | HOC 2 8  | LAU 1 5  | LAU 2 15 | HUN 1 12 | HUN 2 Kíz | NOR 1 6 | NOR 2 4  | ZAN 1 12 | ZAN 2 13 | BRH 1 17 | BRH 2 14 | MIS 1 Ki | MIS 2 11 | NÜR 1 2   | NÜR 2 4  | SPL 1 Ki  | SPL 2 15 | HOC 1 9 | HOC 2 6 | 12.      | 85   |
| 2019 | BMW Team RMG       | HOC 1 7  | HOC 2 5  | ZOL 1 10 | ZOL 2 7  | MIS 1 4  | MIS 2 8   | NOR 1 5 | NOR 2 1  | ASS 1 15 | ASS 2 Ki | BRH 1 12 | BRH 2 Ki | LAU 1 9  | LAU 2 14 | NÜR 1 2   | NÜR 2 10 | HOC 1 8   | HOC 2 9  |         |         | 9.       | 106  |

† A versenyt nem fejezte be, de helyezését értékelték, mert a versenytáv több, mint 75%-át teljesítette.

### Daytonai 24 órás autóverseny
| Év   | Csapat            | Csapattárs                                   | Autó        | Kategória | Kör | Összetett Helyezés | Kategória Helyezés |
| ---- | ----------------- | -------------------------------------------- | ----------- | --------- | --- | ------------------ | ------------------ |
| 2015 | BMW Team RLL      | Bill Auberlen Dirk Werner Augusto Farfus     | BMW Z4 GTLM | GTLM      | 725 | 5.                 | 2.                 |
| 2016 | BMW Team RLL      | Bill Auberlen Dirk Werner Augusto Farfus     | BMW M6 GTLM | GTLM      | 721 | 11.                | 5.                 |
| 2017 | BMW Team RLL      | Bill Auberlen Alexander Sims Augusto Farfus  | BMW M6 GTLM | GTLM      | 651 | 12.                | 8.                 |
| 2020 | BMW Team RLL      | Connor De Phillippi Philipp Eng Colton Herta | BMW M8 GTE  | GTLM      | 772 | 17.                | 5.                 |
| 2021 | BMW Team RLL      | Connor De Phillippi Philipp Eng Timo Glock   | BMW M8 GTE  | GTLM      | 768 | 15.                | 5.                 |
| 2023 | Turner Motorposrt | Bill Auberlen John Edwards Chandler Hull     | BMW M4 GT3  | GTD Pro   | 635 | Kiesett            | Kiesett            |

### Teljes WeatherTech SportsCar Championship eredmnénysorozata
| Év   | Csapat            | Osztály | Autó        | Motor                       | 1     | 2     | 3     | 4     | 5     | 6     | 7     | 8     | 9     | 10    | 11    | Helyezés | Pont |
| ---- | ----------------- | ------- | ----------- | --------------------------- | ----- | ----- | ----- | ----- | ----- | ----- | ----- | ----- | ----- | ----- | ----- | -------- | ---- |
| 2015 | BMW Team RLL      | GTLM    | BMW Z4 GTE  | BMW 4.4 L V8                | DAY 2 | SEB   | LBH   | LAG   | WGL   | MOS   | LIM   | ELK   | VIR   | COA   | PET   | 21.      | 33   |
| 2016 | BMW Team RLL      | GTLM    | BMW M6 GTLM | BMW 4.4 L V8                | DAY 5 | SEB 2 | LBH   | LAG   | WGL   | MOS   | LIM   | ELK   | VIR   | COA   | PET   | 18.      | 60   |
| 2017 | BMW Team RLL      | GTLM    | BMW M6 GTLM | BMW 4.4 L Turbo V8          | DAY 8 | SEB   | LBH   | COA   | WGL   | MOS   | LIM   | ELK   | VIR   | LAG   | PET   | 26.      | 23   |
| 2020 | BMW Team RLL      | GTLM    | BMW M8 GTE  | BMW S63 4.0 L Turbo V8      | DAY 5 | DAY 4 | SEB 4 | ELK 6 | VIR 2 | ATL 1 | MDO 3 | CLT 3 | PET 6 | LAG 5 | SEB 4 | 4.       | 313  |
| 2021 | BMW Team RLL      | GTLM    | BMW M8 GTE  | BMW S63 4.0 L Turbo V8      | DAY 5 | SEB 2 | DET   | WGL 3 | WGL   | LIM   | ELK   | LAG   | LBH   | VIR   | PET 5 | 7.       | 1251 |
| 2023 | Turner Motorpsort | GTD Pro | BMW M4 GT3  | BMW S58B30T0 3.0 L Turbo I6 | DAY 9 | SEB   | LBH   | LAG   | WGL   | MOS   | LIM   | ELK   | VIR   | IMS   | PET   | 27.      | 245  |

### Le Mans-i 24 órás autóverseny
| Év   | Csapat               | Csapattárs               | Autó                  | Kategória | Kör | Összetett Helyezés | Kategória Helyezés |
| ---- | -------------------- | ------------------------ | --------------------- | --------- | --- | ------------------ | ------------------ |
| 2020 | ByKolles Racing Team | Tom Dillmann Oliver Webb | ENSO CLM P1/01-Gibson | LMP1      | 97  | Kiesett            | Kiesett            |

### Teljes FIA World Endurance Championship eredménysorozata
(Táblázat értelmezése)

(Félkövér: pole-pozícióból indult; dőlt: leggyorsabb kört futott) 

| Év      | Csapat               | Autó      | Kasztni        | Motor                  | 1   | 2   | 3   | 4   | 5   | 6      | 7      | 8   | Helyezés | Pont |
| ------- | -------------------- | --------- | -------------- | ---------------------- | --- | --- | --- | --- | --- | ------ | ------ | --- | -------- | ---- |
| 2018–19 | BMW Team MTEK        | LMGTE Pro | BMW M8 GTE     | BMW S63 4.0 L Turbo V8 | SPA | LMS | SIL | FUJ | SHA | SEB 7  | SPA    | LMS | 28.      | 8    |
| 2019–20 | ByKolles Racing Team | LMP1      | ENSO CLM P1/01 | Gibson GL458 4.5 L V8  | SIL | FUJ | SHA | BHR | COA | SPA 11 | LMS Ki | BHR | HN†      | 0†   |

† Szabadkártyásként nem volt jogosult pontszerzésre.

### Teljes Elektromos TCR-bajnokság eredménysorozata
| 5 | 4 | 7 | 8 | 9 | 9 |

### Teljes Olasz GT-bajnokság eredménysorozata
(Táblázat értelmezése)

(Félkövér: pole-pozícióból indult; dőlt: leggyorsabb kört futott) 

| Év   | Csapat             | Autó       | Osztály         | 1      | 2      | 3     | 4     | 5     | 6     | 7      | 8     | 9   | 10  | 11  | 12  | 13  | 14  | Helyezés | Pont |
| ---- | ------------------ | ---------- | --------------- | ------ | ------ | ----- | ----- | ----- | ----- | ------ | ----- | --- | --- | --- | --- | --- | --- | -------- | ---- |
| 2018 | BMW Padova Team    | BMW M6 GT3 | GT3 - Sprint    | IMO    | IMO    | LEC   | LEC   | MIS 3 | MIS 6 | MUG    | MUG   | VAL | VAL | MNZ | MNZ | MUG | MUG |          |      |
| 2020 | BMW Team Italia    | BMW M6 GT3 | GT3 - Endurance | MUG    | IMO 4  | VAL   | MNZ   |       |       |        |       |     |     |     |     |     |     | 16.      | 7    |
| 2021 | BMW Team Italia    | BMW M6 GT3 | GT3 - Endurance | PER Ki | MUG 15 | VAL 6 | MNZ 5 |       |       |        |       |     |     |     |     |     |     | 12.      | 11   |
| 2023 | BMW Ceccato Racing | BMW M4 GT3 | GT3 - Sprint    | MIS 3  | MIS 4  | MNZ 1 | MNZ 6 | MUG 1 | MUG 2 | IMO 15 | IMO 2 |     |     |     |     |     |     | 1.       | 98   |

† A versenyt nem fejezte be, de helyezését értékelték.

### Teljes Super GT eredménysorozata
(Táblázat értelmezése)

(Félkövér: pole-pozícióból indult; dőlt: leggyorsabb kört futott) 

| Év   | Csapat                  | Autó       | Osztály | 1     | 2      | 3     | 4     | 5      | 6      | 7     | 8      | Helyezés | Pont |
| ---- | ----------------------- | ---------- | ------- | ----- | ------ | ----- | ----- | ------ | ------ | ----- | ------ | -------- | ---- |
| 2023 | BMW Team Studie x CRS   | BMW M4 GT3 | GT300   | OKA 6 | FUJ    | SUZ   | FUJ   | SUZ 16 | SUG 13 | AUT 8 | MOT 12 | 21.      | 8    |
| 2024 | BMW M Team Studie x CRS | BMW M4 GT3 | GT300   | OKA   | FUJ 11 | SUZ 7 | FUJ 7 | SUG    | AUT 4  | MOT   | SUZ 13 | 15.      | 16   |

* A szezon jelenleg is zajlik.
† A versenyt nem fejezte be, de helyezését értékelték.